# موقع غرفة الممتلكات
موقع غرفة الممتلكات PropertyRoom هو موقع على شبكة على الإنترنت (مزاد على الإنترنت) التي يتم فيها بيع السلع من قبل الشرطة والتي تم مصادرتها أو تم أخذها من قبل من أشخاص لا يهتمون بها أو قد تركوها. «غرفة الممتلكات» أو property Room هو أكبر موقع لمزاد الشرطة على الأنترنت في الولايات المتحدة الأمريكية.

## تاريخ الشركة
تأسست شركة Property Room من قبل ضباط الشرطة والمحققين في عام 1999. وقد وضعت فكرة الشركة بعد مراقبة كمية كبيرة من البضائع المهجورة، ضبطت، واستردت أو تم مصادرتها في ممتلكات الشرطة وغرف الأدلة. وإذا لم تتمكن وكالات الشرطة من إعادة البضائع المسروقة إلى أصحابها الشرعيين، فعليهم بموجب القانون أن يبيعوا الممتلكات الشخصية المضبوطة أو المستردة أو المكتشفة أو غير المطالب بها في المزاد العلني . بدلا من المزادات التقليدية مع مزادات علنية حيث يمكن فقط الأشخاص الذين حضروا محاولة المزايدة، تم إنشاء PropertyRoom.com بحيث يمكن أن تكون هذه السلع على الأنترنت، حيث يمكن للناس في جميع أنحاء الولايات المتحدة بأكملها وضع المزايدة 24 ساعة في اليوم، 7 أيام في الأسبوع. للعملاء الذين يستخدمون خدمة PropertyRoom.com، فإنة يوجد تعامل أخذ السلع باليد مباشرةً من موقع المزاد، وتجهيز وتجديد إذا لزم الأمر، والشحن إلى الفائز بالمزايدة. وقد اشتق اسم Property Room من الموقع الذي تحتفظ فيه الوكالات بالبضائع المصادرة والمسروقة،
أقامت PropertyRoom.com أول مزاد لها عبر الإنترنت في عام 2001. بعد وقت قصير من إطلاق الموقع، تعاقدت الشركة مع وكالات بلدية أخرى مثل إدارات مكافحة الحريق، وخدمات الإسعاف، والحدائق العامة على PropertyRoom.com للمزاد من السلع الزائدة. لغرض جلب سلع أكثر

## البضائع
تبيع شركة Property Room مجموعة من السلع المختلفة بما في ذلك المجوهرات الثمينة والساعات والالكترونيات والفنون الجميلة والمحافظ والمركبات ولكن أيضا في كثير من الأحيان مزادات غير عادية مثل دمية جورج بوش المتحدثة الاصلية، نعش (تابوت)، قوارب الكاياك، جهاز الأشعة السينية، وسمك القرش المصنوع من الألياف الزجاجية. العديد من السلع يتم ادراجها في PropertyRoom.com تُضبط أو استرداد الممتلكات المسروقة التي تقدمها وكالات الشرطة. ولا يتم بيع البضائع إلا بالمزاد العلني بعد أن حاولت الشرطة إعادة الأصناف إلى المالك الشرعي ولم تعد هناك حاجة إلى البضائع في أي تحقيق أجرته الشرطة (البضائع شرعية). تُفتش جميع البضائع أولا من قبل الموظفين المدربين قبل أن توضع على الموقع.

## نظام المزايدة الأوتوماتيكي
موقع PropertyRoom.com يسمح للمستخدمين المسجلين في الموقع باستخدام نظام المزايدة الأوتوماتيكي لإعداد المزايدة الالية لكن يتم تحديد سعر محدد من قبل الزبون مثلا 50$ دولار وعند عدم وجودك سوف يقوم النظام بالمزايدة بدلا عنك بشرط ان لا يتجاوز السعر المحدد الذي تم تحديده من قبل الزبون مثلاً (50$) ويحدد العملاء الذين يستخدمون هذا النظام «الحد الأقصى لمبلغ المزايدة» ثم يضع النظام تلقائيا عروض أسعار ويتم إيقاف هذا النظام في حال تجاوز المبلغ الأعلى.

## عوائد الأموال وتطبيق القوانين والأنظمة
يقوم موقع PropertyRoom.com بمصادرة البضائع لأكثر من 3,000 من إدارات الشرطة المحلية والبلديات، فإن إدارات الشرطة قادرة على تقديم بضائعها إلى المستخدمين المسجلين مع عدد أكبر بكثير من مقدمي العروض المحتملين، وعادة ما تستخدم هذه الشركة الأموال المكتسبة لتنظيف الشوارع، والمساعدة في ردع المزيد من الجرائم، والمساهمة في الصندوق البلدي للمدينة

## وثائق الرسمية للشركة
لإثبات هذه الشركة بأنها شركة رسمية ومعترف بها من قبل مجلات عالمية وقنوات عالمية 
1. لقد ظهر لقاء مع أحد ظباط الشركة وهو أحد العاملين فيها على قناة KHOU 11 NEWS الاخبارية لمشاهدة الفيديو عبر الموقع الرسمي رابط
2. ولقد ظهرت أيضا مع القناة CNN الاخبارية لمشاهدة الفيديو عبر الموقع الرسمي رابط
3. ومع ايظاً قناة FOX NEWS الرابط
4. ولقد حصلت علئ علامة ممتاز(A+) لدى الشركة العالمية لتقييم المكاتب الإلكترونية (Better Business Bureau®) الرابط

## وصلات خارجية
- الموقع الرسمي PropertyRoom.com